# Christian Anders

Christian Anders: Geh nicht vorbei

Christian Anders (* 15. Jänner 1945 in Bruck an der Mur, Steiermark, als Antonio Augusto Schinzel-Tenicolo) ist ein österreichischer Schlagersänger, Musiker, Komponist und Filmproduzent. Als Musiker war er in den späten 1960er- und 1970er-Jahren erfolgreich mit Titeln wie Es fährt ein Zug nach Nirgendwo, Geh nicht vorbei und In den Augen der Andern. Unter dem Pseudonym Lanoo ist er Autor esoterischer und verschwörungstheoretischer Bücher.

## Leben

### Herkunft und Ausbildung
Kurz nach seiner Geburt und am Ende des Zweiten Weltkriegs wanderten seine Eltern mit ihm nach Italien, der Heimat seines Vaters, aus. Die ersten neun Jahre seines Lebens verbrachte er auf der Mittelmeerinsel Sardinien, wo er in Cagliari eine italienische Klosterschule besuchte. Als er zehn Jahre alt war, zog seine Familie mit ihm nach Deutschland und lebte in Offenbach am Main und Garmisch-Partenkirchen. Anders schloss die mittlere Reife ab und begann eine Ausbildung zum Elektroinstallateur.

### Musik
In seiner ersten Band Christian Anders and the Tonics spielte er Gitarre. Er sang in einem amerikanischen Klub und schloss sich einer Band an, mit der er umherreiste und sein erstes Geld verdiente. 1966 nahm er ein Tonband auf, schickte es an eine Plattenfirma und erhielt einen ersten Schallplattenvertrag. 1968 erhielt er für den Titel Als wir uns trafen einen neuen Plattenvertrag. Seinen ersten Fernsehauftritt hatte er in der ZDF-Sendung Die Drehscheibe.
Im Sommer 1969 war Anders mit dem Schlager Geh’ nicht vorbei erfolgreich und konnte auf Platz 2 der deutschen Single-Charts vorstoßen. Bis Ende der 1970er-Jahre war er daraufhin ein regelmäßiger Gast in den deutschen Charts, er trat ebenfalls häufig in der ZDF-Hitparade auf. Für Radio Luxemburg war er als Diskjockey tätig. Sein bekanntester Titel war Es fährt ein Zug nach Nirgendwo (Text: Fred Jay) aus dem Jahr 1972. Zu seinen weiteren bekannten Titeln zählen Einsamkeit hat viele Namen, In den Augen der Andern und Verliebt in den Lehrer. Im Jahr 1971 gründete er mit Chranders Records seinen ersten eigenen Musikverlag in Berlin. Anders sang nicht nur, sondern textete, komponierte und arrangierte einige seiner Lieder selbst.
Wie auch andere Schlagersänger seiner Zeit konnte Anders in den 1980er-Jahren nicht mehr an die kommerziellen Erfolge des vergangenen Jahrzehnts anknüpfen. 1987 verkaufte er seinen Musikverlag und siedelte in die USA über. 1991 kam seine erste amerikanische CD Lanoo – Alive in America heraus.
1993 kehrte er nach Deutschland zurück und feierte sein 25-jähriges Schallplattenjubiläum. Sein Musical Der Untergang des Taro Torsay wurde in Hamburg, Köln und München aufgeführt. Bis in die Gegenwart veröffentlicht Anders neues Material und absolviert Auftritte, darunter in Einkaufszentren, Warenhäusern und Seniorenresidenzen.

### Weitere Aktivitäten
Anders erlernte die asiatischen Kampfsportarten Karate, Taekwondo und Aikidō. Er errang den Schwarzen Gürtel in Karate, wurde Lehrer in diesem Sport und leitete in München zeitweise eine eigene Karateschule.
Als Darsteller, Drehbuchautor, Regisseur, Produzent oder Komponist wirkte er in mehreren Filmen mit. Dabei spielte er unter anderem neben Uschi Glas, Peter Weck und Peggy March. Seine beiden Regiearbeiten – der Actionfilm Die Brut des Bösen (1979) und der Erotikfilm Die Todesgöttin des Liebescamps – wurden von der Kritik verrissen und waren auch kommerziell nur mäßig erfolgreich. In den 2010ern wurden beide Filme in der Sendereihe Die schlechtesten Filme aller Zeiten ausgestrahlt und kommentiert.
Anders schreibt Lieder, Gedichte und Romane, vor allem Krimis.
Im Jahr 2005 nahm er an der Realityshow Die Burg teil, aus der er, vor Xenia Prinzessin von Sachsen, als Gewinner hervorging.

### Privates
Ende der 1980er Jahre war er mit der US-amerikanischen Schauspielerin Heather Thomas liiert, die er 1986 bei den Dreharbeiten zu dem Film Der Stein des Todes kennengelernt hatte.
Um die Jahrtausendwende war er mehrere Jahre öffentlichkeitswirksam mit der Entertainerin Jenna Karthes zusammen. Anders, der zu Zeiten seiner Erfolge einen goldfarbenen Rolls-Royce fuhr, brachte ein Vermögen von 25 Millionen Euro durch und war am Tiefpunkt seiner Karriere obdachlos, mit Millionenschulden. Mit Unterstützung der Betriebswirtin Birgit Diehn lenkte er sein Leben wieder in geordnete Bahnen. 2006 heirateten Anders und Diehn.
Anders ist Bruder des SPD-Politikers Dieter Schinzel. Er spricht nach eigener Darstellung neben Deutsch auch Englisch, Französisch, Italienisch, Spanisch und etwas Japanisch.

### Esoterik und Verschwörungstheorien
Unter dem Pseudonym Lanoo veröffentlichte Anders mehrere Bücher zu Esoterikthemen und Verschwörungstheorien. In The Man W.H.O. Created AIDS spekulierte er darüber, dass HIV unter Beteiligung der Weltgesundheitsorganisation WHO künstlich geschaffen und gezielt auf Homosexuelle und Schwarze angesetzt worden sei.
Darüber hinaus verfasst er Lieder mit politischen Bezügen, z. B. Der Hai, dessen ursprünglicher Text folgende Passage enthielt:

„Ich hab die Macht, ich hab das Geld, ich bin der Herrscher dieser Welt. / Ich schick euch täglich auf die Rolle, ihr kennt sie nicht, ‚die Protokolle‘. […] Auf sieben Säulen ruht die Welt, sieben Familien haben das Geld / Ob Rothschild, Cohn oder Donati, man nennt uns auch Illuminati / Mit Aids verseuchen wir die Welt, und machen mit der ‚Heilung‘ Geld.“

Da von verschiedener Seite der Liedtext als Propagierung antisemitischer Stereotype (z. B. Protokolle der Weisen von Zion oder Jüdische Weltverschwörung) betrachtet wurde und Anders zudem George W. Bush mit Adolf Hitler verglichen hatte, wurde er – nach eigener Aussage angeblich selbst „jüdischer Abstammung“ – kritisiert. In einer später verbreiteten Version enthält der Text nicht mehr die jüdischen Namen Rothschild, Cohn und Donati.
2009 beleidigte Anders Bundeskanzlerin Angela Merkel auf YouTube und unterstellte ihr Inkompetenz. Die Kanzlerin könne ihn „auch gerne anzeigen deswegen“. An anderer Stelle behauptete Anders „Angelika Merkel und der Rest“ seien „Bilderbergerpuppen, die überhaupt nichts zu sagen haben“; die Welt werde „regiert von sieben Familien“, die er in seinem Buch des Lichts benenne.
Anders ist Impfgegner und bezeichnete in einem Interview „Kinder-Impfer“ als „Kinderschänder“, da ausnahmslos alle Impfungen völlig wirkungslos seien und erst die Krankheit auslösen und verbreiten würden, die sie eigentlich verhindern sollten. Wirtschaftlich bezieht er für die Freiwirtschaftslehre Silvio Gesells Position.
Auf seinem YouTube-Kanal verbreitete Anders auch 2015 Verschwörungstheorien, so zum Beispiel, dass Michelle Obama ein Mann sei, Adolf Hitler Kommunist oder der ertrunkene zweijährige Alan Kurdi in Wahrheit kein Flüchtlingskind. In einem weiteren Video behauptet Anders, Albert Einstein sei geistig behindert gewesen, und bedient erneut antisemitische Vorurteile: Einstein habe seinen Schulabschluss nur erreicht, weil seine „reichen jüdischen Eltern beim Direktor den Geldbeutel aufgemacht“ hätten; den Nobelpreis habe er lediglich erhalten, „weil die Zionisten wieder mal Druck gemacht“ hätten. „Zionismus und Zynismus liegen eben nah beieinander“, so Anders. Einige seiner entsprechenden Videos löschte er nach einer Medienanfrage. Der Clip zu Albert Einstein sowie zu der Behauptung, dass die Seuche Ebola nur erfunden sei, blieb unter anderem jedoch im Netz.
Zum Absturz des Germanwings-Flugs 9525 im Jahr 2015, der durch den Piloten herbeigeführt worden war, vertrat Anders die These, dass die Passagiere bereits vor Flugantritt durch Organentnahme getötet worden seien.
Zur Corona-Pandemie veröffentlichte er das pseudowissenschaftliche Buch Corona. Fakt oder Fake? und das Kinderbuch Die Abenteuermaus und die Corona Helden. In einer Neuversion seines bekanntesten Liedes unter dem Titel Es fährt ein Zug nach Corona teilt er die Ansicht, dass es sich bei Covid-19 nur um die Grippe handelt, mit der Politiker und Pharmaindustrie Geld verdienen wollen. Oliver Kalkofe nahm eine Parodie auf das Video von Anders auf.
2024 gab er dem rechtsextremen Magazin Compact ein Interview.

## Diskografie
- Als wir uns trafen (1968)
- Spanischer Wein (1968)
- Mexico (1968)
- Little Girl (1968)
- Happy Love (1968)
- Geh’ nicht vorbei (1969)
- Sylvia (1969)
- Morgen abend (1969)
- Ein Mann weint keine Träne (1970)
- Du gehörst zu mir (1970)
- Nie mehr allein (1970)
- Von Mann zu Mann (1971)
- Dich will ich lieben (1971)
- Ich lass Dich nicht gehn (1971)
- Du hast sie verloren (1971)
- Das schönste Mädchen, das es gibt (1971)
- Maria Lorena (1971)
- Es fährt ein Zug nach Nirgendwo (1972)
- Train to Nowhere Land (1972)
- 6 Uhr früh in den Straßen (1972)
- Deine Stimme in der Brandung (1972)
- In den Augen der anderen (1972)
- Das kann dein letztes Wort nicht sein (1972)
- It’s Out of My Hands (1973)
- Six O’Clock in the Morning (1973)
- Das Schiff der großen Illusionen (1973)
- Der Untergang von Taro Torsay (Musical, 1973)
- Einsamkeit hat viele Namen (1974)
- Niemandsland (1974)
- Wer liebt hat keine Wahl (1974)
- Ich leb nur für Dich allein (1974)
- Raritäten deutsch und international (1974)
- Hühnerbeinchen. Hörspiel mit vielen lustigen Liedern (Kindermusical von Christian Anders und Kurt Vethake) (1974)
- Wenn die Liebe dich vergißt (1975)
- Jane (1975)
- Der letzte Tanz (1975)
- Du bist ein Fremder (1975)
- Der Brief (1976)
- Nur Worte? (1976)
- Mädchen Namenlos (1976)
- Love Dreamer (1977)
- Tu’s nicht, Jenny (1977)
- Dann kamst du (1977)
- Denn ich liebe dich so sehr (1977)
- Tokio Girl (1977)
- Do You Love Me / als Archibald (1977)
- Lass es uns tun (1978)
- Endstation (1978)
- Verliebt in den Lehrer (1978)
- Ich kann dich nicht vergessen (1978)
- Am Strand von Las Chapas (1978)
- Love, das ist die Antwort (1979)
- Es war Liebe (1979)
- Ruby (1979)
- Donnerstag, der 13. Mai (1979)
- Du gehst (1980)
- Will ich zuviel? (1980)
- König dieser Welt (1980)
- Sag ihr, dass ich sie liebe (1980)
- Love, Love, Love (1981)
- Was wird nach dieser Nacht (1981)
- Zwanzig Stunden bis Jane (1981)
- Gebrochenes Juwel (1981)
- Ein Mann zuviel (1981)
- Zusammen sind wir stark (1982)
- Ist es schon zu spät (1982)
- Wie leb’ ich ohne dich? (1982)
- Hinter verschlossenen Türen (1985)
- Wie vom Winde verweht (1985)
- Zu stolz (1985)
- Die Mauer/The Wall (1987)
- Lanoo – Alive in America (1991)
- Singlehits 1968–1971 (1991)
- Single Hit Collection (1993)
- Liebe und Licht (1998)
- Der Tag, an dem die Erde stillstand (2001)
- Ich lebe gern (2001)
- Tief in Dir (2003)
- Schlager & Stars (2005)
- Explosive Leidenschaft (2006)
- Martine
- Gespensterstadt 2009 (2009)
- Ruby 2010 (2010)
- Hinter verschlossenen Türen 2011 (2010)
- All The Best (2011)
- Der Zug – Le Train (40 Jahre „Es fährt ein Zug nach Nirgendwo“) (2012)
- Zeitlos (1945 – …) (2019)
- Karussell des Lebens (2019)[23]
- Reunion (2020)

## Filmografie
- 1970: Mir hat es immer Spaß gemacht
- 1970: Wenn die tollen Tanten kommen
- 1971: Wir hau’n den Hauswirt in die Pfanne
- 1971: Das haut den stärksten Zwilling um
- 1979: Die Brut des Bösen
- 1980: Die Todesgöttin des Liebescamps
- 1986: Der Stein des Todes
- 1991: Das Mädchen aus dem Fahrstuhl

## Romane
- Gobbo. Und der Teufel singt sein Lied. Ein Sex-Psycho-Western für eine Nacht. 3-Ass-Verlag, München 1970.
- Der Blutschrei. Hirthammer, München 1971.
- Der Brief. Presse-Service, Zürich 1976.
- Der Freigänger. Eine junge Liebe zwischen Freiheit und Strafvollzug. Schweizer Verlagshaus, Zürich 1977; 2. veränderte Auflage 2003, ISBN 3-8311-4312-9.
- Karatemeister Steve Tender. Odyssee der Rache. Schweizer Verlagshaus, Zürich 1977.

## Auszeichnungen
- 2014: smago! Award in der Kategorie „Die Schlager-Legende“